# Saitidops
Saitidops Simon, 1901 è un genere di ragni appartenente alla famiglia Salticidae.

## Etimologia
Il nome è composto dal genere Saitis, con cui condivide varie caratteristiche anatomiche, e il suffisso greco ὄψ, òps, che significa aspetto, vista

## Distribuzione
Le due specie oggi note di questo genere sono endemiche, una della Giamaica e una del Venezuela.

## Tassonomia
A dicembre 2010, si compone di due specie:
- Saitidops albopatellus Bryant, 1950 — Giamaica
- Saitidops clathratus Simon, 1901[2] — Venezuela